# 伊鲁尔孙
伊鲁尔孙（西班牙語：Irurzun）是西班牙纳瓦拉的一个市镇。总面积4平方公里，总人口2175人（2001年），人口密度544人/平方公里。